# Christian Jørgensen (redaktør)
 For alternative betydninger, se Christian Jørgensen. (Se også artikler, som begynder med Christian Jørgensen)
Jørgen Christian Jørgensen (født 4. februar 1815 i Korsør, død 17. juni 1876) var en dansk redaktør og politiker.
Christian Jørgensen var søn af spillemand Lars Jørgensen. Han boede fra 1822 i Maribo hvor han blev forsøget af Odense fattigvæsen. Efter sin konfirmation kom han i lære hos en bager. Han skiftede til en plads i Maribo Bogtrykkeri 1831-1835. Herefter var han sætter i først København 1836-1839 og fra i Odense. I Odense var han også overopsynsmand på dåreanstalten 1842-1845 og vikar for redaktøren af Fyns Avis kortvarigt i 1844.
I 1845 blev Jørgen redaktør af Lolland-Falsters Stiftstidende og bestyrer af bogtrykkeriet i Nykøbing. Han købte i 1848 også Lollands-Posten og bogtrykkeriet i Maribo. Han udgav Lollands-Posten til 1863 og Stiftstidende til sin død i 1876. Han var borgerrepræsentant i Nykøbing Falster 1857-1859.
Jørgensen var medlem af Folketinget valgt i Maribos Amts 2. valgkreds (Maribokredsen) fra 4. august til 26. februar 1853, og i Maribo Amts 4. valgkreds (Nykøbing Falster-kredsen) fra 27. maj til 14. september 1853. Han blev først valgt til Folketinget i Maribokredsen i 1852, og genopstillede ikke ved folketingsvalget i februar 1853. Han opstillede og vandt i Nykøbingkredsen nogle måneder senere i maj 1853, men nedlagde sit mandat allerede i september 1853 samme år. Biskop D.G. Monrad havde haft Nykøbingkredsen indtil valget i maj 1853 hvor ikke stillede op, men kom tilbage ved suppleringsvalget i oktober 1853 og beholdt derefter kredsen til 1865. Jørgensen var også medlem af Landstinget valgt i 5. kreds i en valgperiode fra 20. juni 1859 til 23. juni 1866, og stillede ikke ellers op til flere valg.